# イリーナ・フォウリー
イリーナ・フォウリーは、日本のテーブルトークRPGリプレイ作品、『新ソード・ワールドRPGリプレイ』に登場するプレイヤー・キャラクター（PC）。PC作成時の限界値である24（後に成長して25）の筋力を持つファリスの神官戦士の少女。年齢はリプレイ開始時16歳。少女らしい容姿と小柄な体格ながらも、高い筋力を生かし頑丈な武器と防具を身につけ、パーティの主戦力にして壁を務める。

## 人物
オーファン王国の首都、ファンにあるファリス神殿のキリング司祭の娘として生まれ、熱心なファリス信者として育つ。父親が大病に倒れ、その看病に忙しい母親に代わって治療費と生活費を稼ぐため、幼馴染の魔術師ヒースクリフ・セイバーヘーゲン（ヒース）と共に冒険者になった（キリングは後に快復）。ヒースとは幼い頃から兄妹のようにして育ち、彼のことを「ヒース兄さん」と呼んでいる。乱暴者の実兄、クリストファー（クリス）は勘当され神官戦士として放浪中。
性格はファリスの神官らしく、生真面目で正義感に溢れる熱血元気少女。武器マニアであり、特に自らの筋力に見合ったグレートソードを手に入れる事に異常な執着心を見せる。持ち前の逆境にもめげない前向きさと明るさから、パーティ仲間や周囲に慕われているが、真っ直ぐで正義感が強すぎるあまり、他人の気持ちにやや鈍感で、自分の気づかないところで他人を傷つけることもある。このため、リプレイでは通りすがりの旅人に問答無用で邪悪探知の魔法（センス・イービル）をかけ、パーティ仲間のガルガドに諭されたり、小説版でも友人に罵倒されたり、知り合った少年から辛辣なことを言われたりもしている。ただし、多くのファリス神官にありがちなモンスターに対する偏見は少なく、植物モンスターのマンドレイクに自分の血を提供したこともある。この結果、イリーナに容姿と性格がそっくりのアルラウネ3姉妹（チビーナ、プチーナ、ロリーナ）が生まれ、彼女たちから「まま」と慕われることになる。そんなイリーナは読者にも愛され、ソード・ワールド世界に根強く残っていた「ファリス・バッシング」の解消に一役買っている。一方で、その（ファリス神官としては）奔放すぎる性格、またマウナほどは酷くないものの、武器マニアで装備品に浪費することから時折見せる銭ゲバぶり（特に初期の頃は酷く、マジック・アイテム惜しさにファリス神官らしからぬ手段でブラウニーを追い詰めたり、事故で娘を亡くした女性に悪質訪問販売さながらにファリスの聖印・聖書セットを売りつけようとしたりしていた）から、他の仲間（プレイヤー）から「それじゃファラリス信仰だよ」とつっこまれたりしていた。
高い筋力と生命力を持つことから、戦闘時では分厚いプレートメイルを装備した重戦士として戦い、武器による攻撃のほとんどをはじき返してしまう。反面、命中判定を決める器用度が低いことから、相手への攻撃はなかなか命中しない。ダイス運も極端で、攻撃が命中した時には、強力なモンスターを一撃で倒すほどのすさまじいダメージを出す一方、当初完結予定の第9巻で劣化版アンデッドナイトによる精神力へのダメージを自らダイスを振って判定した時、クリティカルを出して一度死亡してしまい、リプレイが延長となったばかりか、『魔法戦士リウイ』の物語にまで影響を及ぼしかけたこともある。知力は10と低く、セージ技能を習得しているにもかかわらず下位古代語が読めないなど、知力を使う判定は基本的に苦手で、ヒースにしばしばからかわれている。同じく知力10であるパーティ仲間の盗賊ノリスとは「知力10同盟」を結成している。ただし、器用度にせよ知力にせよ、低いといってもそれはPCの基準から見ての話であり、一般的な人間の能力値は平均10～11なのでごく平凡な数値である。
数多くの異名を持ち、有名なものでは初期は「ファリスの鉄塊娘」、中期以降は「ファリスの猛女」。初期の異名は特製の白いプレートメイルをまとい、常にフル装備で街を闊歩することからついたものであり、数度にわたってギャグ化したイラストが描かれた他、歩く度に「ガション、ガション」と効果音が付いた。また短編小説では敵対する者に与える心理的効果も描かれている。中期以降のものは山田章博のコミックならびに水野良の小説『ファリスの聖女』のパロディ。このほか正式な異名ではないがプレイヤーたちによって「モビルスーツ」「蛮族の英雄」「ファリスの猛娘（もーむす）」などとも称されている。またコミック版では「ファリスの重戦車」と呼ばれて怒るシーンが何度かある。ヒースからは前述のチビーナと対比して「デケーナ」と呼ばれることもある。 筋力をたびたび誇示する一方で、うら若き乙女というにはごつすぎる異名に思い悩む場面もたまにある。また、イラストではあまりに筋力とかけ離れた容姿に描かれているため、後のガイドブックで「リアル・イリーナ」というマッチョなイリーナが描かれた。